# Ochraethes tulensis
Ochraethes tulensis es una especie de escarabajo longicornio del género Ochraethes, tribu Clytini, subfamilia Cerambycinae. Fue descrita científicamente por Bates en 1892.

## Descripción
Mide 13-15 milímetros de longitud.

## Distribución
Se distribuye por México.